# HMCS Ojibwa (S72)
Lo HMCS Ojibwa (Her Majesty's Canadian Submarine Ojibwa) (S72) è stato un sommergibile convenzionale di classe Oberon che ha prestato servizio nella Reale Marina Canadese (RCN) e in seguito nel Comando Canadese delle Forze Marittime (MARCOM).
Originalmente previsto per entrare in servizio con la Marina britannica come HMS Onyx (S72), il sommergibile fu trasferito al Canada prima del completamento ed entrò in servizio nella RCN nel 1965.
L'Ojibwa operò in primo luogo con il Maritime Forces Atlantic fino a quando fu posto in disarmo nel 1998.
Nel 2010, l'Ojibwa fu lasciato in deposito presso la base militare di Halifax in attesa di essere trasferito all'Museo Militare Elgin con lo scopo di essere trasformato in nave museo.
Il 26 maggio 2012 l'Ojibwa incominciò il suo viaggio da Halifax in Nuova Scozia ad Hamilton in Ontario attraverso il San Lorenzo.
Rimase agli Heddle Marine Dockyards di Hamilton il tempo di essere riverniciato e dotato di speciali ganci che potessero facilitare il traino via acqua.
Nel novembre 2012, l'Ojibwa fece l'ultimo tratto del suo viaggio attraverso il canale Welland Canal e poi attraverso il Lago Erie a Port Burwell in Ontario, dove è attualmente aperto ai visitatori.

## Costruzione
L'Ojibwa fu impostato il 27 settembre 1962 ai cantieri di Chatham, nella regione inglese del Kent e varato il 29 febbraio 1964.
Fu immatricolato nella RCN il 23 settembre 1965 con il numero 72.

## Servizio operativo
L'Ojibwa a svolto il suo intero servizio operativo con il Maritime Forces Atlantic (MARLANT) nel Nord Atlantico, tranne due brevi dispiegamenti nella Columbia Britannica con il Maritime Forces Pacific (MARPAC) nel 1977 e nel 1997.